# Berland (Isère)
Pour les articles homonymes, voir Berland.
Berland est l'un des trois villages (avec Le Bourg et La Ruchère) de la commune de Saint-Christophe-sur-Guiers en Isère.

## Géographie
Le village est accessible en empruntant la route D520c qui relie de Saint-Pierre-d'Entremont depuis Saint-Christophe-sur-Guiers.

## Marais de Berland
Le marais de Berland est une zone humide composée essentiellement de milieux ouverts bordés par quelques boisements humides. Cet espace naturel est borné par la colline de Cordanière culminant à 553 mètres à l'Est et surplombé à l'Ouest par la falaise calcaire du Rocher du Frou culminant à 1200 mètres. Il fait partie d'un des rares bas marais alcalins du massif de la Chartreuse ce qui lui a permis de profiter de certaines mesures de restaurations et de conservation avec la présence d'une faune et d'une flore remarquable comme le Liparis de Loesel ; une orchidée emblématique de ce marais. Ce marais s'inscrit dans un paysage traditionnel montagnard composé de hameaux, d'une agriculture essentiellement dédiée au pâturage et d'un milieu forestier dominant sur les pentes.

## Enseignement
Le village de Berland dispose d'une école publique regroupant les classes de maternelle et du primaire. Se situant en plein cœur du village; celle-ci dépend de l'Académie de Grenoble et compte un total de 76 élèves.  En outre, les collèges les plus près sont situés aux Échelles (4.2km) et à Entre Deux Guiers (3.6km) .

## Manifestations culturelles et festivités
Chaque année, se déroule la Fête de la Fournaille le premier week-end de septembre. A cette date le vieux four du village situé dans le Hameau de la Molière est rallumé pour y permettre la cuisson de pain et de Saint-Genix. Une buvette et un repas campagnard a également lieu durant ce week-end .

## Sports
Les sports proposés les plus proches sont les jeux de boules lyonnaises près de la mairie au bourg. Exceptionnellement, le canoë-kayak est praticable dans certains endroits. Les centres de ski les plus proches sont La Ruchère et à Saint-Pierre-de-Chartreuse où on pratique ski de fond, raquettes et parcours banalisés.

## Médias
- Télévision locales : France 3 Alpes, TV8 Mont-Blanc
- Radios locales : France Bleu Pays de Savoie

## Galerie

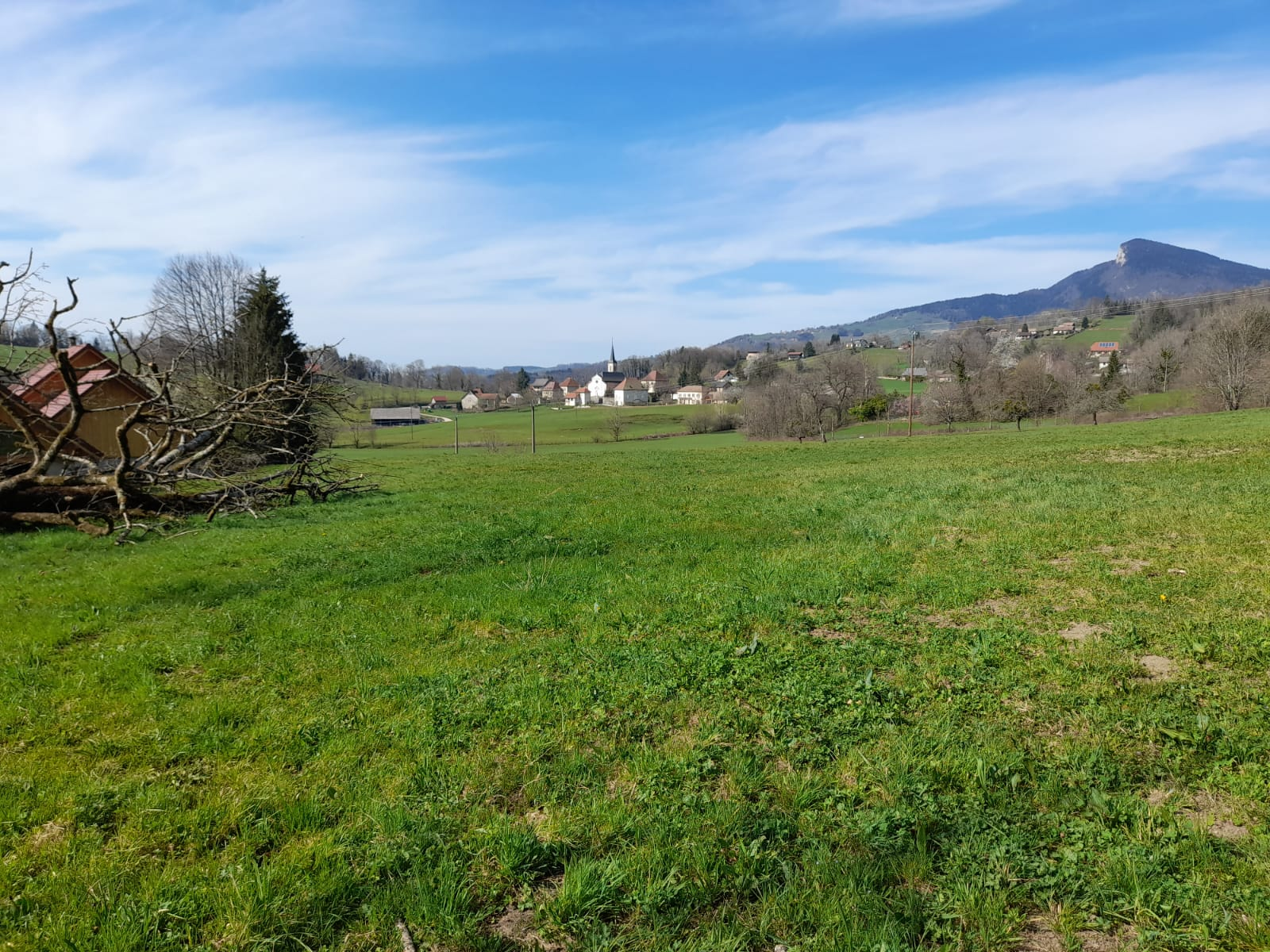
Village de Berland avec une vue sur le marais.
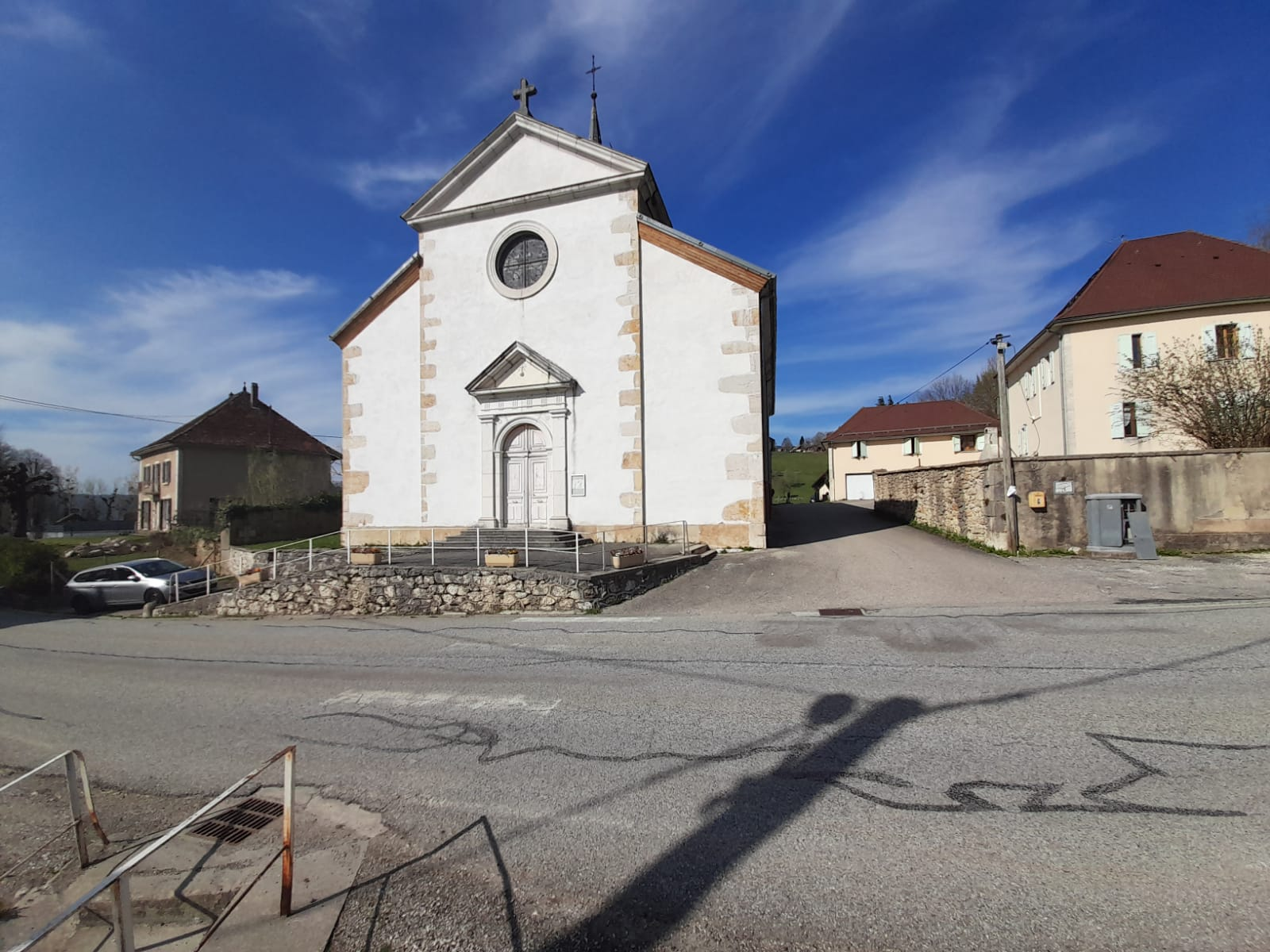
Eglise de Berland
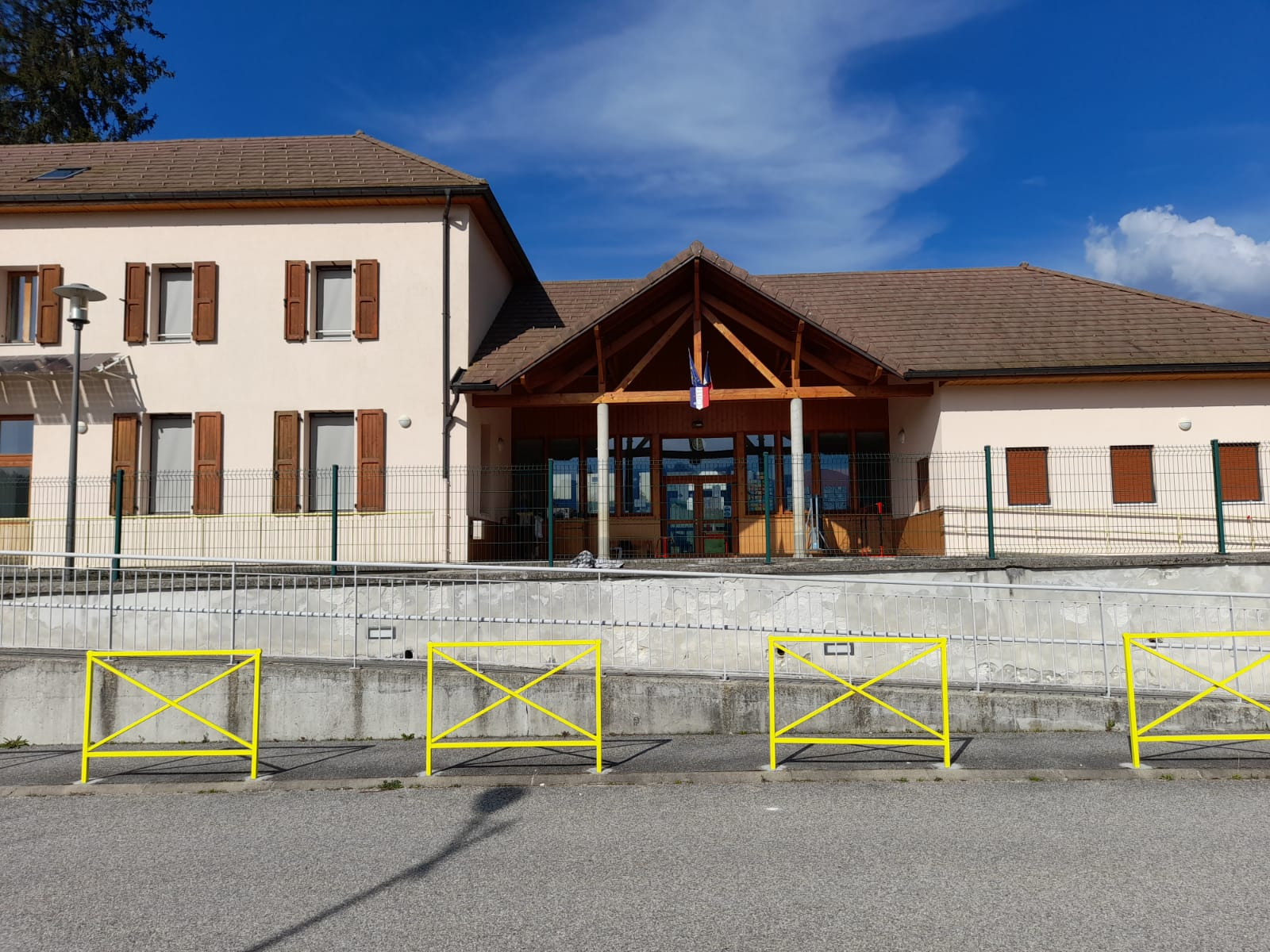
Ecole élémentaire de Berland